# Zopheromyces fasciatus
Zopheromyces fasciatus är en svampart som beskrevs av B. Sutton & Hodges 1977. Zopheromyces fasciatus ingår i släktet Zopheromyces, divisionen sporsäcksvampar och riket svampar.   Inga underarter finns listade i Catalogue of Life.